# Zoo d'Anvers
El Zoo d'Anvers (en neerlandès: ZOO Antwerpen) és un zoològic que es troba al centre de la ciutat d'Anvers a Bèlgica. Es troba al costat de l'estació d'Anvers-Central. És el zoo més antic del país, i un dels més antics del món, en funcionament des del 21 de juliol de 1843.
Des de la seva fundació el parc ha estat controlat per De Koninklijke Maatschappij voor Dierkunde van Antwerpen, una societat anomenada inicialment Société Royale de Zoologie d'Anvers. L'objectiu inicial del zoo era fomentar les ciències zoològiques i botàniques. El seu primer director va ser el zoòleg i botànic Jacques Kets (10 de novembre de 1785 - 1 de febrer de 1865).
El zoo s'ha anat engrandint amb els anys, passant de les 1,59 hectàrees inicials fins a més de 10,5 hectàrees que compta en l'actualitat. Dels primers anys de zoo destaquen el temple egipci (1856) i l'edifici antílop (1861) d'estil oriental, que acull els okapis.
L'espai va acollir les proves de boxa i lluita lliure dels Jocs Olímpics de 1920.
Després de la Segona Guerra Mundial el zoo es va transformar, aplicant amb nous i moderns estàndards científics, educatius, culturals i estètics. Es van construir nous edificis, com el de primats (1958) o el nocturama (1968), on hi ha els animals nocturns. El 1973 es va construir un nou espai pels rèptils, i el 1978 un nou edifici per a les espècies de micos petites. L'edifici de primats més antic es va renovar el 1989. Per donar suport a la seva missió educativa, el zoològic va començar amb viatges en grup i programes educatius especials anomenats classes zoològiques el 1969.
L'1 de gener de 1983 fou classificat com a monument.